# Hemidromodes triforma
Hemidromodes triforma là một loài bướm đêm trong họ Geometridae.